# Zelenák Dániel
Zelenák Dániel (Budapest, 1995. október 30.) magyar jazzgitár-előadóművész.

## Életút
Tanulmányait a BME-n kezdte, majd mérnöki terveit elhagyva végül jazzgitár-előadóművészként végzett 2022-ben a Kodolányi János Egyetem Modern Zenei Tanszékén. Hétéves kora óta gitározik, klasszikus gitár tanulmányai után, már felnőttként a jazz felé fordult. Előadóként főleg a modern jazz kezdeteihez, a bebop stílushoz nyúlt vissza, zeneszerzőként is tevékenykedik. Szakmai életében fontos szerepelt tölt be az oktatás, jazzelméleti és improvizációs kurzusokat, valamint kreatív zenei tréningeket tart magyar és nemzetközi környezetben.

## Projektjei
Zelenák Dániel Trió/Kvartett

## Oktatás
A pozsonyi Meteorit Theatre meghívására nemzetközi kurzusokat tart, előadásokban működik közre. Itthon főleg színházi és önismereti kurzusokban vesz részt. Magántanár jazzgitár, improvizációs technikák és jazzelmélet témákban.

## Díjai
A Liszt Ferenc Kamarazenekar új, zenevezérelt dinamikus arculatának zenei alapját alkotta meg a Brand Bar grafikai csapatának szárnyai alatt, ezzel egy új, kreatív zenei nyelvet hozva létre. A zenevezérelt arculat több rangos nemzetközi díjat nyert.